# Абдула бин Абдул Азис
Крал Абдула от Саудитска Арабия или Абдула бин Абдул Азиз ал Сауд (на арабски: عبد الله بن عبد العزيز السعود) е шестият крал на Саудитска Арабия. Заема тази длъжност от 1 август 2005 г., когато наследява своя полубрат Фахд. Той е сред 37-те синове на създателя на Саудитска Арабия Ибн Сауд. Управлява като фактически регент от 1995 г. поради лошото здравословно състояние на крал Фахд.
По време на царуването му той поддържа тесни връзки с Великобритания и Съединените щати, като купува отбранителна техника от двете държави на стойност милиарди долари. Той дава на жените право на глас и участие в Олимпийските игри. Освен това, Абдула поддържа статуквото на кралството по време на Панарабската революция.
Абдула се жени повече от 30 пъти и има над 35 деца. Богатството му възлиза на 18 милиарда щатски долара. Умира на 23 януари 2015 г. на 90-годишна възраст, три дни след хоспитализацията му за пневмония.

## Живот и политика
Абдула е роден като син на 8-а съпруга на ибн Сауд. Получава образование в дворцовото училище на саудитския кралски двор от местни религиозни интелектуалци. На 13 октомври 1962 г. е обявен за главнокомандващ на саудитската национална гвардия, а от 13 юни 1983 г. е престолонаследник и заместник министър-председател.
Абдула възпитаван в близкото обкръжение на баща си. Обучаван е от ислямски учени и е пращан често да живее при бедуините с цел да привикне към обикновения и труден живот в пустинята. Работи за синхронизирането на политиката на семейството си с интересите на бедуинските кланове. Чести са и пътуванията му в арабските страни, където се стреми да работи за арабското единство.
Женен е 6 пъти. Има 14 сина и 12 дъщери. В семейството му цари спартански дух. Известен в като смирен и набожен мюсюлманин. Почти ежеседмично се среща за съвет с видни мюсюлмански водачи.
Абдула посещава Съединените щати за първи път през 1976 г. и се среща с президента Хенри Форд. През 1987 г. има среща с тогавашния вицепрезидент Джордж Буш. Според някои Абдула е близък приятел на американското президентско семейство, заради неговата проамериканска външна политика.
През 2002 г. Абдула лансира мирна инициатива за постигане на решение на палестино-израелския конфликт. Планът предвижда създаване на палестинска държава със столица Източен Йерусалим, признаване на Израел и „нормални арабско-израелски отношения“. Планът е подложен на критика както от израелска, така и от арабска страна. 
Крал Абдула е и монархът, който за първи път в историята на страната разрешава на жените да гласуват.

## Смърт
Поради пневмония, в края на януари 2015 г. Абдула е приет в болницата за улесняване дишането му. Необходима е била интубация. Кралят на Саудитска Арабия умира през нощта на 23 януари 2015 година на 90-годишна възраст. Царува 3462 дена.
Новият монарх е неговият брат, крал Салман ибн Абдулазиз ал Сауд.